# 达妮埃拉·科斯蒂安
达妮埃拉·科斯蒂安（羅馬尼亞語：Daniela Costian，1965年4月30日—），澳大利亚女子田径运动员。她曾代表澳大利亚参加1992年、1996年和2000年夏季奥林匹克运动会田径比赛，其中1992年奥运会获得一枚铜牌。